# ديانا فريلاند
ديانا فريلاند (29 سبتمبر 1903 - 22 أغسطس 1989) كاتبة ومحرر في مجال الموضة عملت في مجلات الموضة هاربر بازار وفوغ ، وكونها رئيسة تحرير هذا الأخير ، وكمستشارة خاصة في معهد الأزياء لمتحف المتروبوليتان للفنون. تم تسميتها في قاعة مشاهير قائمة أفضل الملابس الدولية في عام 1964.

## روابط خارجية
- ديانا فريلاند على موقع IMDb (الإنجليزية)
- ديانا فريلاند على موقع الموسوعة البريطانية (الإنجليزية)
- ديانا فريلاند على موقع قاعدة بيانات الفيلم (الإنجليزية)
- Diana Vreeland Estate
- Diana Vreeland Estate at فيسبوك
- ديانا فريلاند في موقع دليل عارضات الأزياء
- ديانا فريلاند في قاعدة بيانات الأفلام على الإنترنت
- Voguepedia Diana Vreeland
- The Lady in Red
- Diana Vreeland papers, 1899–2000 (bulk 1930–1989), held by the Manuscripts and Archives Division, مكتبة نيويورك العامة
- Diana Vreeland: The Eye Has to Travel (2012 film website)

قالب:S-media
| سبقه جيسيكا ديفيز | محرر النسخة أمريكية مجلة فوغ 1963–1971 | تبعه غريس ميرابيلا |